# Archer (niszczyciel czołgów)
Archer (ang. „łucznik”) – niszczyciel czołgów (przeciwpancerne działo samobieżne) konstrukcji brytyjskiej z okresu II wojny światowej.

## Historia
Pojazd powstał w oparciu o armatę 17-funtową.  Początkowo planowaną użyć jej w czołgu Mk VI Crusader, okazało się jednak, że jego przedział bojowy jest zbyt ciasny, a pancerz uznano za niewystarczający. Większe nadzieje rokował w tym względzie czołg piechoty Valentine. Konstrukcję działa samobieżnego zlecono w lipcu 1942 firmie Vickers, była ona bowiem producentem wybranego czołgu.
W marcu 1943 prototypy nowego wozu dostarczono do Ośrodka Badawczo-Rozwojowego Pojazdów Bojowych w Chertsey. Próby prowadzono na poligonach artyleryjskich w Shoeburyness i Larkhill. Nowy pojazd miał prostą, ale i niekonwencjonalną konstrukcję. Armata została skierowana w kierunku przeciwnym do kierunku jazdy. Kadłub czołgu został nieznacznie wydłużony. Wykorzystano także podzespoły skonstruowane dla następców Valentine'a — czołgów Valiant i Vanguard, które nie zostały jednak przyjęte do uzbrojenia. Ministerstwo Zaopatrzenia zamówiło wstępnie 800 pojazdów. Pierwsze seryjne wozy opuściły fabrykę Vickersa w Newcastle w marcu 1944. Do początku 1945, wyprodukowano ich 655. Dalszą produkcję wstrzymano.

## Służba
Działa typu Archer rozpoczęły aktywną służbę w październiku 1944. Służyły na froncie zachodnim i w czasie kampanii we Włoszech.
Wchodziły w skład dywizyjnych lub samodzielnych pułków artylerii przeciwpancernej. Trafiały tam w zamian lub jako uzupełnienie dział M10 Wolverine. Nie był to sprzęt lubiany przez załogi. Krytykowano go za zbyt cienki pancerz, a także niewygodę obsługi. Chętnie udostępniano je więc sojusznikom np. armii kanadyjskiej.
Na podobnej zasadzie kilka dział Archer, pod koniec 1944, trafiło na uzbrojenie Polskich Sił Zbrojnych na Zachodzie, do  7 Pułku Artylerii Przeciwpancernej 2 Korpusu Polskiego walczącego na froncie włoskim.
Nietypowy układ z działem skierowanym do tyłu miał jednak swoje zalety. Pojazd był idealny do atakowania z zasadzki, gdyż jego niska sylwetka umożliwiała łatwe jego ukrycie, a dzięki temu, że przód pojazdu był skierowany w kierunku przeciwnym do kierunku prowadzenia ognia (innymi słowy, tyłem do przeciwnika) można było łatwiej opuścić stanowisko bojowe, bez obracania pojazdu lub używania biegu wstecznego. Szybkie opuszczenie miejsca zasadzki utrudniał fakt, że na czas oddawania strzałów kierowca musiał opuszczać swoje stanowisko, gdyż w to miejsce cofał się zamek armaty.
Po wojnie, ze względu na dużą skuteczność armaty, do której opracowano nowe typy amunicji, działa Archer pozostawały w uzbrojeniu do początku lat 50. Wycofane z jednostek brytyjskich pojazdy zakupił Egipt. Zostały one użyte bojowo w wojnie z koalicją brytyjsko-francusko-izraelską w czerwcu 1956. Spośród 44 znajdujących się wtedy jeszcze w uzbrojeniu Archerów, 40 zostało zniszczonych w walce.